# Cantoni (famiglia)
I Cantoni sono una famiglia della borghesia industriale lombarda, originaria di Gallarate, discendenti dalla famiglia degli Sforza di Milano. Avviarono tre industrie tessili per la lavorazione del cotone, a Legnano, a Castellanza ed a Bellano.

## Storia

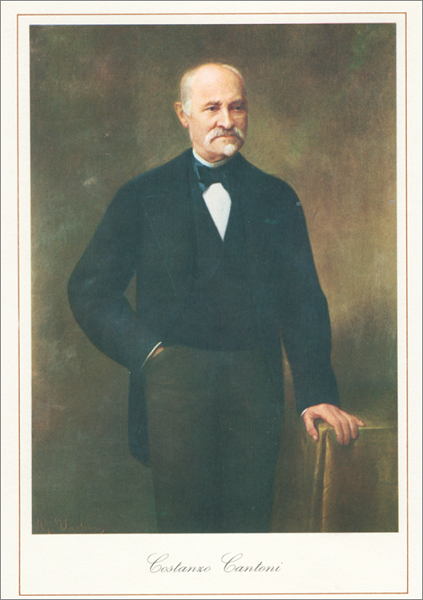
Costanzo Cantoni

Il fondatore della dinastia cotoniera, Benedetto Cantoni, commerciava alimentari e tessuti a Gallarate alla fine del XVIII secolo.
Nel 1820 nacque a Gallarate la prima attività produttiva della famiglia, fondata da Costanzo Cantoni, figlio di Benedetto. Da un documento del 1835 risulta che Costanzo era socio con Camillo Borgomanero in un'attività tessile per la lavorazione del cotone a Legnano. L'inizio di questa attività di Borgomanero risale al 2 ottobre 1830.
L'attività di Borgomanero fu il primo nucleo del Cotonificio Cantoni di Legnano. Successivamente i Cantoni rimasero gli unici proprietari del futuro stabilimento.
Nel 1855 la Cantoni fu la sola impresa della Lombardia a prendere parte all'Esposizione Universale di Parigi. Nel 1872 l'azienda fu la prima impresa cotoniera ad fare uso della forma di società azionaria. In questi anni la guida della ditta passò al figlio Eugenio.
Oltre che a Legnano, fondarono cotonifici a Castellanza (aperto nel 1845) e a Bellano (1870); stabilimenti minori di tessitura o filatura vennero inoltre impiantati a Legnanello, Canegrate, Gallarate (tessitura Cantoni-Introini), Cordenons; in epoca successiva venne acquistato lo stabilimento della società De Angeli Frua di Saronno.
Al controllo della società gli successe il figlio di Eugenio, Costanzo, che avrebbe in seguito lasciato il Consiglio di amministrazione del Cotonificio nel 1910 . Con lui si estinse la dinastia cotoniera dei Cantoni.
La società venne colpita dalla crisi del settore tessile negli anni '60 e, fortemente indebitata, passò sotto il controllo di Montedison e venne successivamente ceduta alla Inghirami Textile Company. Quasi tutti gli stabilimenti chiusero negli anni '80.
I Cantoni furono i primi veri industriali cotonieri italiani, nella concezione moderna del termine. Furono tra i primi industriali italiani ad adottare il cosiddetto 'paternalismo aziendale', costruendo convitti, asili e case operaie (a Castellanza è ancora presente l'asilo Eugenio Cantoni, ora istituto superiore Enrico Fermi, mentre il Convitto Cantoni è stato completamente demolito nel 2015.

## Archeologia industriale
Con il fallimento della società, numerosi stabilimenti di pregio architettonico rimasero dismessi e vennero successivamente recuperati per altri usi. Meritevoli di attenzione sono:
- Lo stabilimento di Castellanza, fondato nel 1845, ricostruito nel 1902-1905 e ampliato sino agli anni '30, chiuso nel 1988. La grande filatura (68.000 m2), elegante esempio di 'fabbrica alta', venne ristrutturata in due fasi, nel 1989-1991 e nella seconda metà degli anni '90. Attualmente è sede dell'Università Carlo Cattaneo e del suo residence per studenti, mentre la tessitura, esempio di fabbrica orizzontale, è totalmente abbandonata e decadente. Nel PGT di Castellanza, in corso di sviluppo, se ne pianificherà il recupero.
- Lo stabilimento di Legnano, fondato nel 1829 e ricostruito a più riprese tra il 1880 circa e gli anni '40. Chiuso nel 1984, divenne precaria abitazione di un centinaio di clandestini; demolito nel 2003-2006. Nella demolizione sono andati completamente distrutti tutti gli edifici, molti dei quali realizzati in mattoni a vista con decorazioni in pietra e di grande interesse architettonico: è stata salvaguardata (per ordine della Soprintendenza) solo parte delle facciate del reparto velluti (1931), in mattoni a vista, restaurate ed integrate nei nuovi edifici, che ospitano il grande centro commerciale rinominato, appunto, galleria Cantoni.
- Lo stabilimento di Bellano, fondato nel 1859 dai Badoni, rilevato più tardi dai Cantoni e ricostruito nel 1898 a seguito di un incendio che lo distrusse, splendido esempio di fabbrica alta realizzato in pietra di Moltrasio.
- Lo stabilimento di Gallarate, fondato poco prima di quello di Legnano, ricostruito nel 1907 e chiuso negli anni '80. Era composta da tre edifici principali in mattoni a vista con essenziali decorazioni in pietra, sobri esempi di fabbrica alta, e una distesa di capannoni 'shed'. Demolito nel 2006, uno dei tre edifici del corpo principale è stato restaurato divenendo sede dell'IPC Falcone.
- Lo stabilimento di Canegrate, costituito da un unico vasto stabile ad un solo piano, verniciato di arancione e scandito da una lunghissima fila di finestre a distanza regolare l'una dall'altra. Dopo la chiusura è stato spartito tra attività commerciali di vario genere.